# Seznam žen ve vědě českých zemí od roku 1946
Seznam žen ve vědě českých zemí od roku 1946 zahrnuje významné vědkyně a další představitelky české vědy působící v této oblasti od roku 1946. Přechází mu Seznam žen ve vědě českých zemí do roku 1945.
| Obrázek | Jméno               | Obor                                          | Zdroj/Poznámky |
| ------- | ------------------- | --------------------------------------------- | -------------- |
|         | Kateřina Bohadlová  | italianistka a germanistka                    |                |
|         | Jitka Čejková       | histologie a oftalmologie                     |                |
|         | Dana Drábová        | jaderná fyzička                               |                |
|         | Ivana Grollová      | mongolistka                                   |                |
|         | Terezie Fučíková    | imunologie, alergologie a vnitřního lékařství |                |
|         | Denisa Hejlová      | public relations                              |                |
|         | Olga Hudlická       | kardiovaskulární fyzioložka                   |                |
|         | Marie Hušková       | matematička a matematická statistička         |                |
|         | Helena Illnerová    | fyzioložka a biochemička                      |                |
|         | Pavla Jendelová     | neurovědy                                     |                |
|         | Jana Jurečková      | matematička a matematická statistička         |                |
|         | Adéla Kochanovská   | jaderná fyzička                               |                |
|         | Dobrava Moldanová   | bohemistka                                    |                |
|         | Danuše Nerudová     | ekonomka                                      |                |
|         | Helena Rašková      | farmakoložka                                  |                |
|         | Milena Rychnovská   | ekoložka                                      |                |
|         | Eva Syková          | experimentální medicína                       |                |
|         | Jiřina Šiklová      | socioložka                                    |                |
|         | Alena Šolcová       | matematička a historička                      |                |
|         | Alena Varmužová     | matematička a pedagožka                       |                |
|         | Veronika Zikmundová | mongolistka                                   |                |